# گووژنگتسا گورنا
گووژنگتسا گورنا (به لاتین: Gwoźnica Górna) یک روستا در لهستان است که در گمینا نگبلتس واقع شده‌است. گووژنگتسا گورنا ۱٬۴۸۰ نفر جمعیت دارد و ۵۱۰ متر بالاتر از سطح دریا واقع شده‌است.